# Kościół św. Jana Chrzciciela i św. Jana Ewangelisty w Krakowie
Kościół św. Jana Chrzciciela i św. Jana Ewangelisty – zabytkowy, rzymskokatolicki kościół sióstr prezentek znajdujący się w Krakowie, w dzielnicy I Stare Miasto przy ul. św. Jana 7a, na Starym Mieście. Kościół jest sanktuarium: Matki Bożej od Wykupu Niewolników, Matki Bożej Wolności, Matki Bożej Świętojańskiej, błogosławionej Zofii Czeskiej.

## Historia
Według tradycji kościół ten ufundował Piotr Włostowic w pierwszej połowie XII wieku. Kościół był wzmiankowany w księgach miejskich po raz pierwszy w 1308 roku początkowo jako filialny – należący do archiprezbiterów z kościoła Mariackiego. W 1325 roku został kościołem parafialnym. Został gruntownie przebudowany w połowie XVII wieku. Był ponownie konsekrowany w roku 1659.
W 1715 roku kościół został podarowany przez biskupa Kazimierza Łubieńskiego zgromadzeniu sióstr prezentek.
Po przeprowadzce sióstr do kościoła w latach 1715–1723, architekt Kacper Bażanka dokonał jego kolejnej przebudowy.
28 lipca 2016 r. kościół odwiedził papież Franciszek, który modlił się przy relikwiach Zofii Czeskiej.

## Wygląd
Na fasadzie kościoła widnieje obraz Matki Boskiej Łaskawej pochodzący z XIX wieku.
W 2015 roku, podczas przeprowadzanych prac konserwatorskich zmieniono kolorystykę fasady z białej na różową. Zmiana ta nawiązuje do kolorystyki barokowej. Zmieniono także kolorystykę wnętrza.

## Wnętrze
Budynek jest orientowany, jednonawowy z wyodrębnionym mniejszym prezbiterium, zamkniętym półkoliście. W ołtarzu głównym, pochodzącym z 1730, znajduje się obraz obraz Matki Bożej Świętojańskiej, według tradycji przywieziony z Hiszpanii przez księcia Stanisława Radziwiłła. Po bokach znajdują się posągi św. Jana Chrzciciela i św. Jana Ewangelisty patronów kościoła oraz zawieszone są wota: polska karabela, turecka szabla z XVII wieku oraz dwie pary żelaznych kajdan z łańcuchami z XVIII wieku. Pozostawił je tutaj wybawiony z ciężkiej niewoli więzień. Od tego momentu obraz zaczęto nazywać Matką Boską od wykupu niewolników lub Matką Wolności. 9 maja 1965 arcybiskup Karol Wojtyła ukoronował postacie Matki Boskiej z Dzieciątkiem ze świętojańskiego wizerunku.
Ołtarze boczne są z okresu późnego baroku, wykonano je przed 1748 rokiem.
Polichromię sklepienia wykonał w 1959 roku Edward Mytnik, zastąpiła ona wcześniejszą z lat 20. XX wieku, którą zaprojektował i wykonał Zygmunt Milli.
W pomieszczeniach dawnej zakrystii kościelnej urządzono w 1998 roku według projektu Czesława Dźwigaja kaplicę, w której złożono relikwie założycielki zgromadzenia prezentek Sługi Bożej Matki Zofii Czeskiej.

## Organy
W świetle danych archiwalnych instrument zbudowany został pod koniec XVII lub na początku XVIII wieku. W 1715 roku, jak podaje księga inwentarzowa, na chórze drewnianym znajdował się pozytyw. Z tego okresu zachowała się zapewne szafa organowa, natomiast analiza piszczałek dowodzi znacznych różnic w czasie ich powstania.
W Księdze Kościoła i Zgromadzenia znaleźć można następujące informacje na temat omawianego instrumentu: 

organy restaurowane były w 1862 kosztem 1000 zł. Pryncypał 8’, Octawa 4’, Superoctawa 2’ są z cyny, a reszta piszczałek z drzewa […] Klawisze o 4 oktawach z kości słoniowej, miech z rezerwuarem dwa razy skórą obciągnięty […] Wartość drzewa: 80 zł, wartość kruszcu: 770 zł.

Pozytyw odnawiany był w latach: 1927, 1946 (strojenie) i 1960. Przypuszczalnie piszczałki z blachy cynkowej są pozostałością remontu mającego miejsce w 1927 roku.
Prospekt instrumentu ma charakter barokowy. Wieńczą go trzy okazałe rzeźby, z których środkowa przedstawia postać królewską (króla Dawida?), natomiast boczne wyobrażają muzykujących aniołów, z których jeden trzyma skrzypce (po lewej stronie), a drugi wiolonczelę (po prawej stronie). Proporcje rzeźb są nader duże w porównaniu z wielkością szafy organowej. Figura centralna ma bowiem 1 m wysokości, natomiast boczne – 80 cm. W prospekcie znajduje się 31 cynowych piszczałek, należących do głosu Octawa 4’.

Wymiary szafy organowej
1,40 m x 1,70 m; wymiary prospektu: 1,70 m x 1,70 m.
Wymiary klawiatury
- Szerokość oktawy – 18,5 cm;
- Szerokość klawiszy diatonicznych – 2,2 cm;
- Długość klawiszy diatonicznych – 14,4 cm;
- Długość klawiszy chromatycznych – 10,00 cm;
- Wysokość pomiędzy klawiszami diatonicznymi a chromatycznymi – 1,00 cm.

Dyspozycja
Manuał – Pryncypał [8'], Fl. Major [8'], Fl. Portunal [8'], Sup. Okt. [2'], Fl. Portunal [4'], Oktawa [4'].
- Skala manuału: C-c3
- Liczba głosów: 6.
- Liczba klawiatur: 1.
- Traktura gry: mechaniczna.
- Traktura rejestrów: mechaniczna.

Charakterystyka poszczególnych głosów
- Pryncypał 8’ – głos otwarty, pierwsza oktawa drewniana, następne metalowe;
- Flet major 8’, Flet portunal 8’ – głosy kryte, w całości drewniane;
- Super octawa 2’ – głos otwarty, w całości metalowy;
- Flet portunal 4’ – głos w całości drewniany;
- Octawa 4’ – głos w całości cynowy, częściowo w prospekcie.

## Galeria

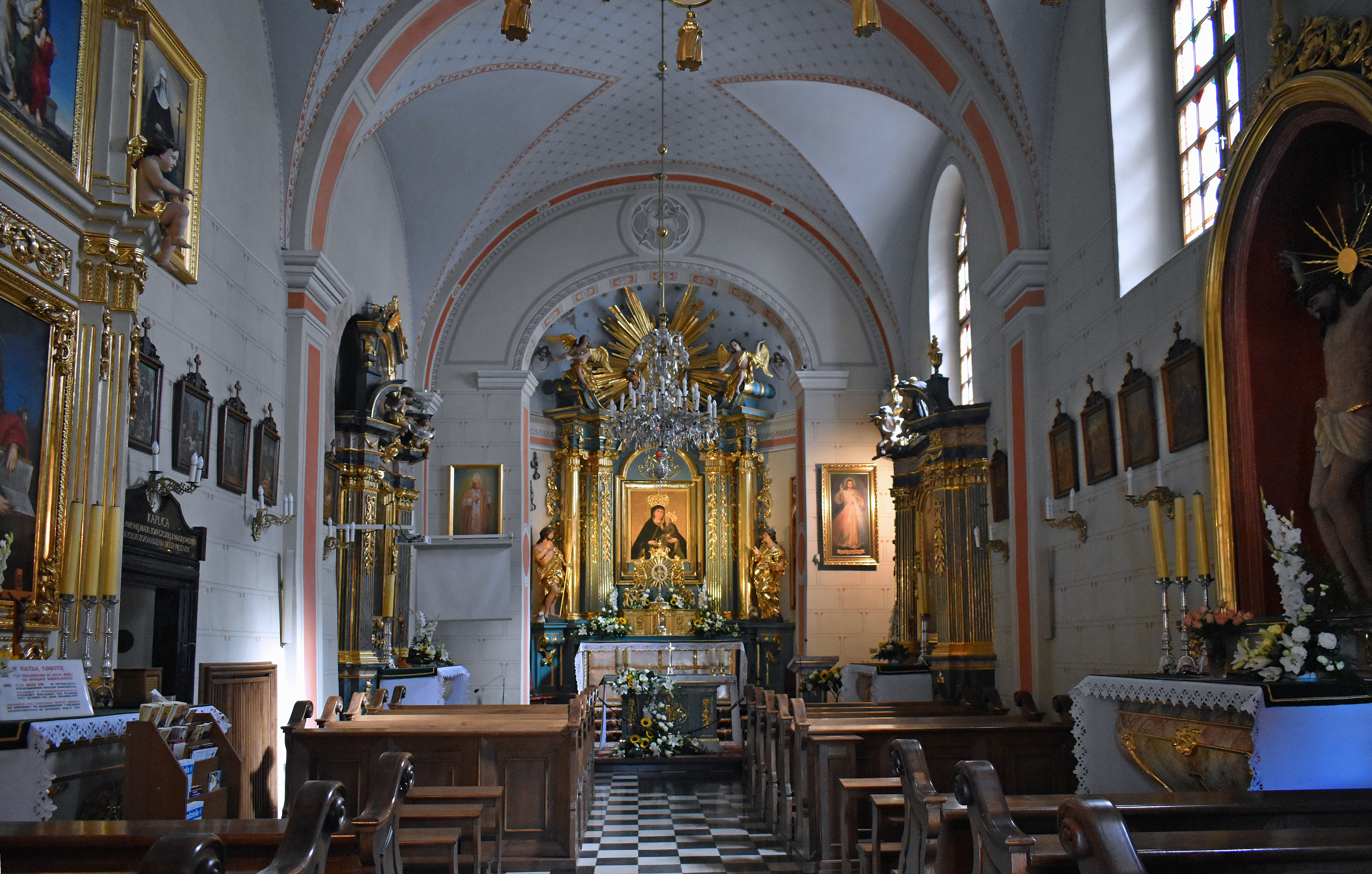
Wnętrze kościoła
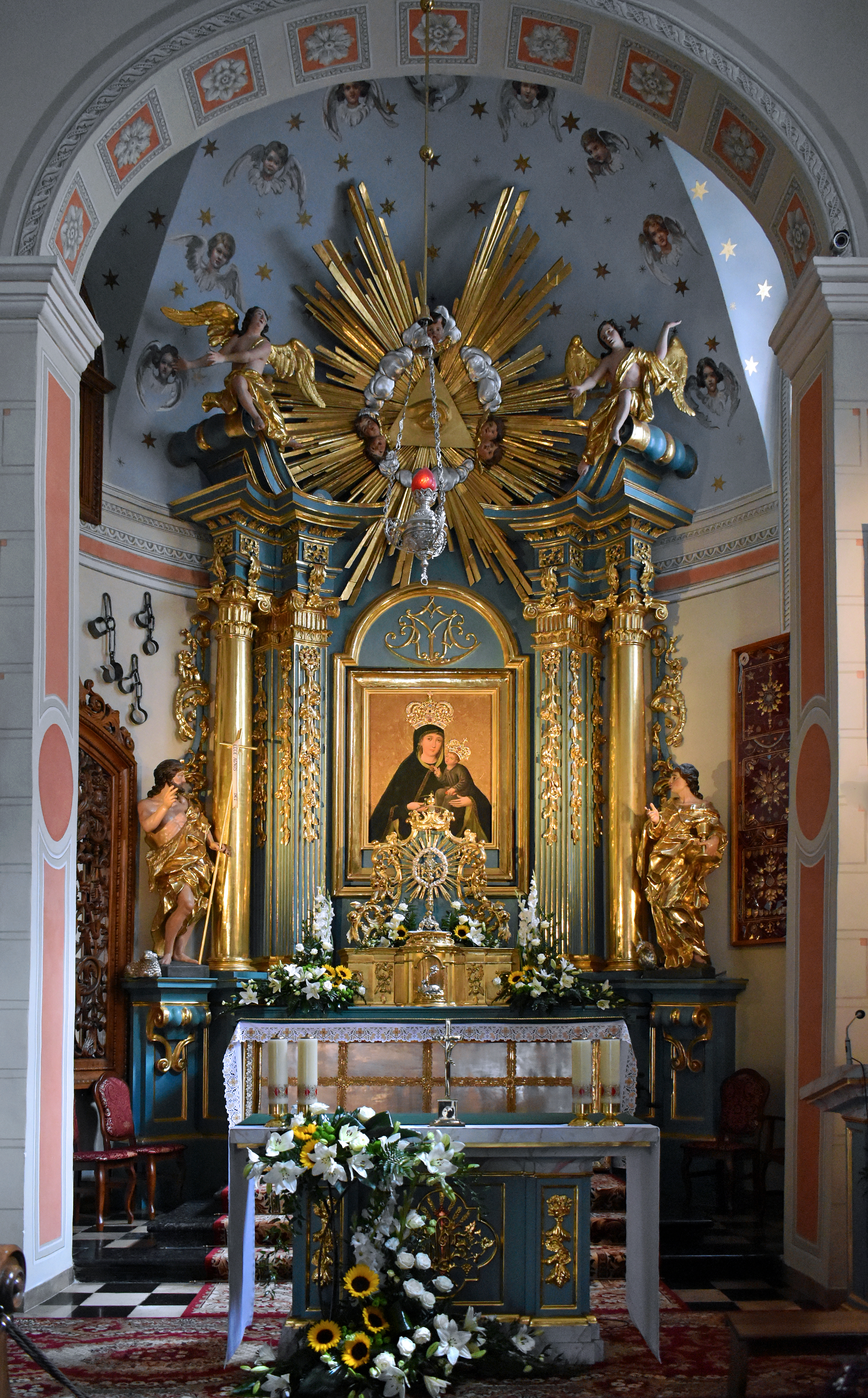
Prezbiterium
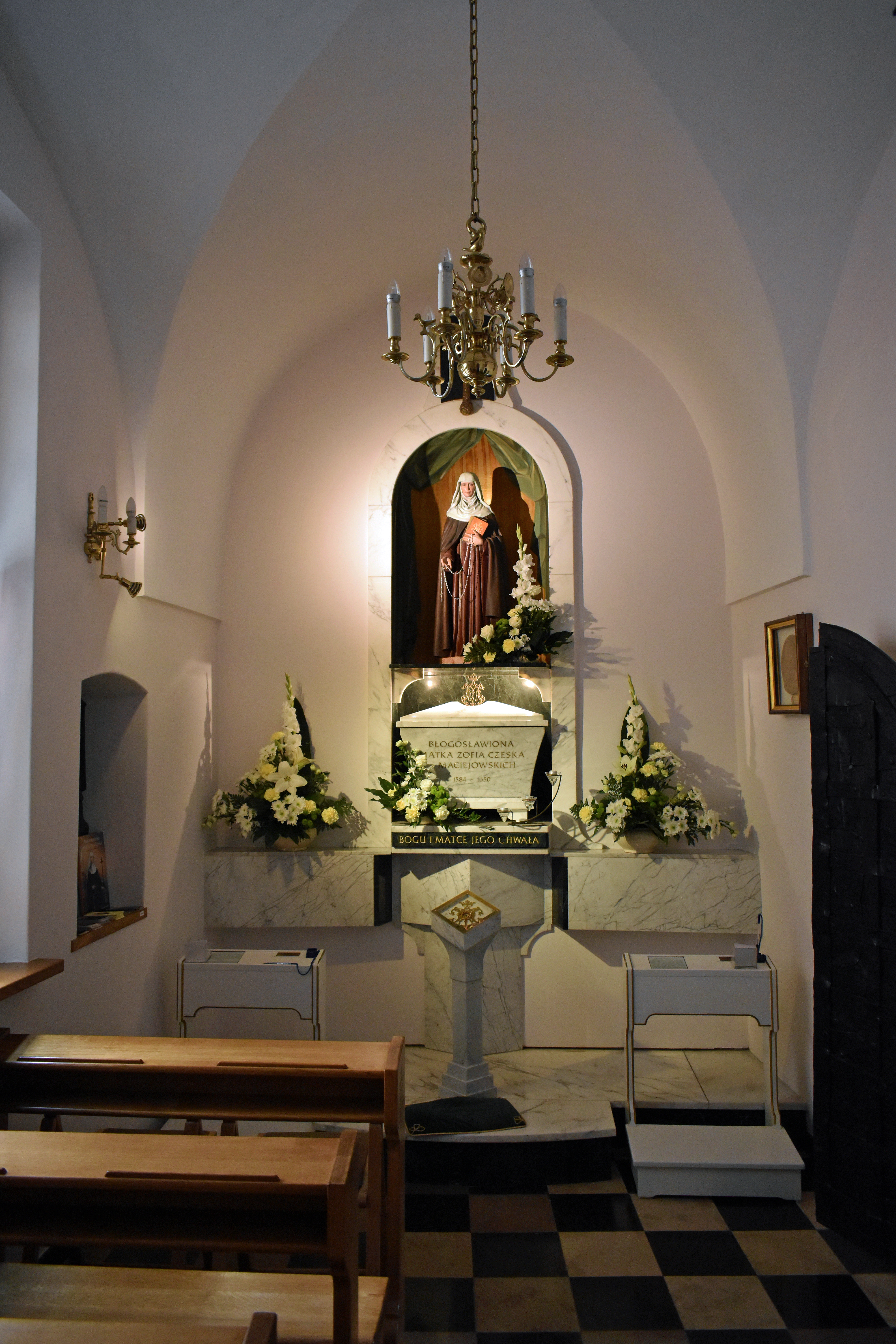
Kaplica bł. Zofii Czeskiej i Jej konfesja
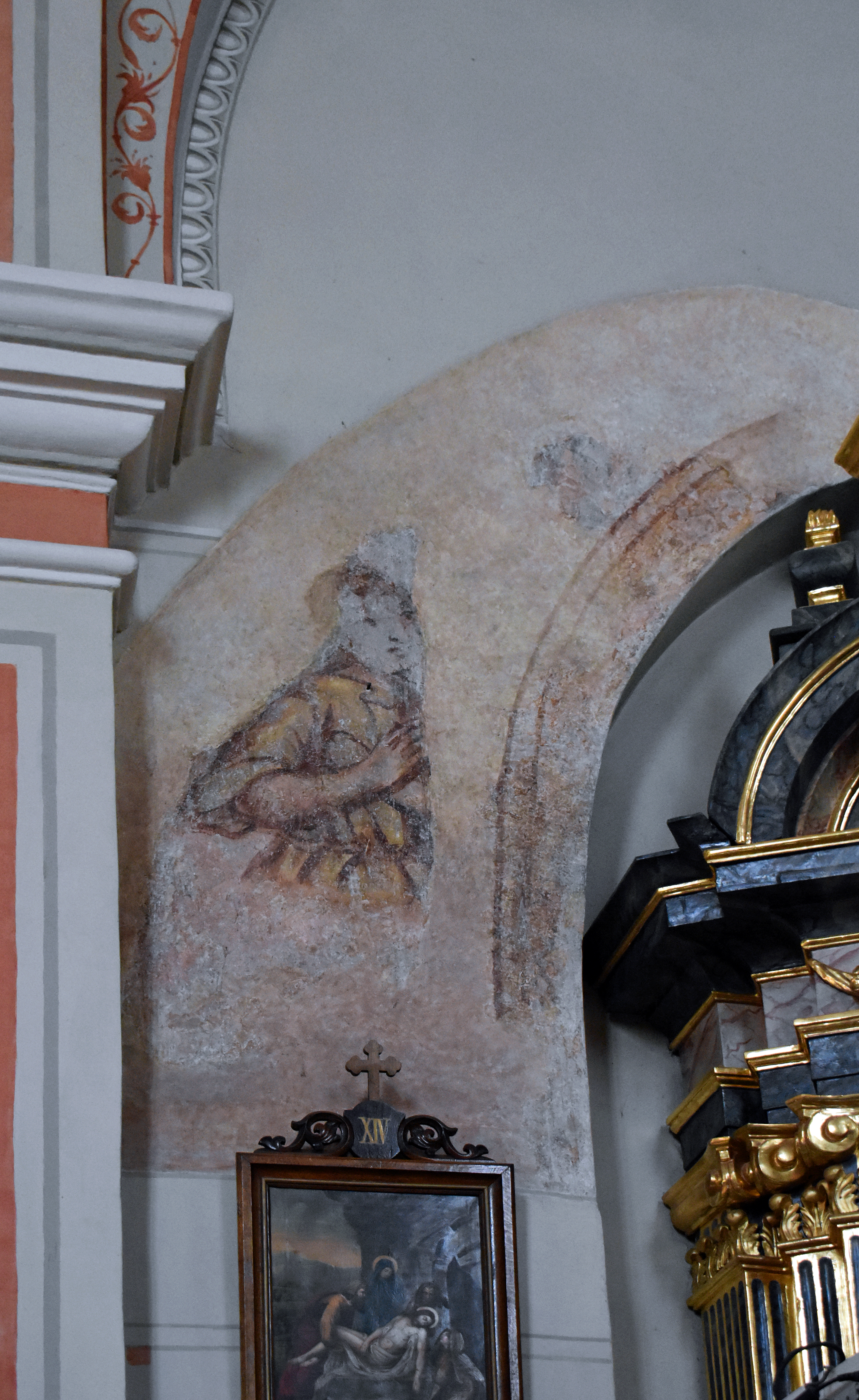
Odkryta stara polichromia
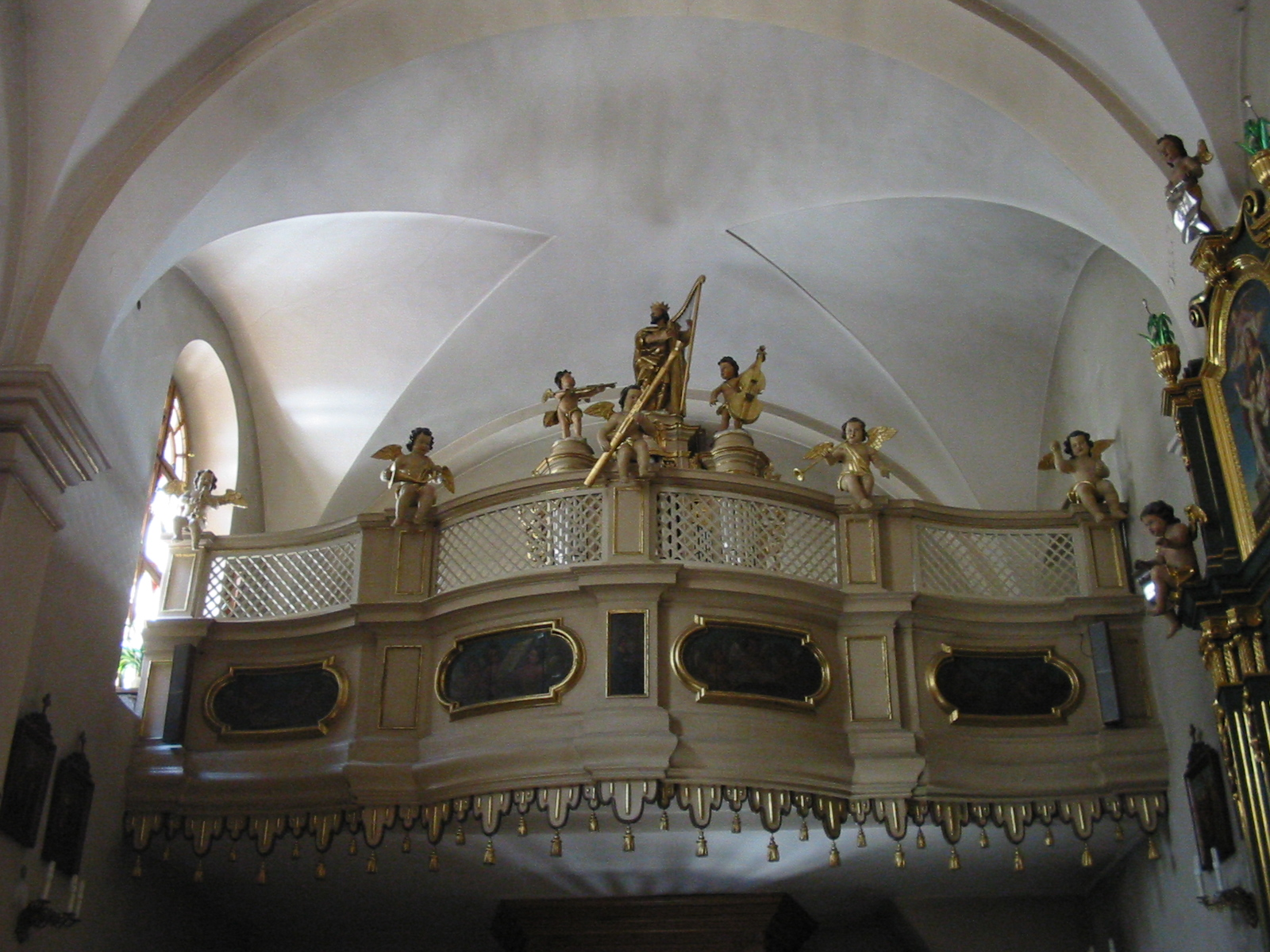
Organy i chór